# Террі Сенфорд
Джеймс Террі Сенфорд (англ. James Terry Sanford; 20 серпня 1917, Лорінберг, Північна Кароліна — 18 квітня 1998, Дюрем, Північна Кароліна) — політик Сполучених Штатів і педагог з Північної Кароліни. Член Демократичної партії, Сенфорд був 65-м губернатором Північної Кароліни (1961–1965), дворазовим кандидатом у президенти США у 70-х і сенатором США (1986–1993). Сенфорд був переконаним прихильником народної освіти і впровадив цілий ряд реформ і нових програм у школах Північної Кароліни і закладах вищої освіти як губернатор штату, збільшив фінансування на освіту і створив фонд Північної Кароліни. З 1969 по 1985 рік Сенфорд був президентом Дюкського університету.
Будучи в юності скаутом (членом загону Eagle Scouts), Сенфорд став агентом ФБР після закінчення Університету Північної Кароліни у Чапел-Гілл у 1939 році. Під час Другої світової війни він був свідком боїв на європейському театрі і їх учасником. Після повернення до мирного життя після Другої світової війни Сенфорд вчився і закінчив Школу права Університету Північної Кароліни і почав юридичну кар'єру наприкінці 40-х років, незабаром ставши займатися політикою. Довічний демократ, він був відзначений за його лідерство у захисті громадянських прав і освіти. Хоча його опоненти критикували його як ліберала, що «витрачає податки», Сенфорд залишився в історії великим громадським діячем Півдня після Другої світової війни.